# 양수빈
양수빈(1994년 10월 17일~)은 대한민국의 먹방 크리에이터로 페이스북과 유튜브에서 활동하고 있다. 2019년 5월 기준으로 유튜브 채널의 구독자 수는 195만 명으로 한국 유튜브 채널 중 82위에 올라와있다.

## 특징
양수빈은 국내 음식은 물론 해외 음식들까지 섭렵하며 다양한 이슈를 불러일으키고 있다.
또한 최근 동남아 지역에서 크게 인기를 끌고 있으며, 특히 지난 5월 10일 태국 팬미팅을 성공리에 마무리하며 해외에서도 더 큰 인기를 끌게 되었다.

## 방송 출연
| 연도 | 방송사       | 제목                    | 역할   | 출처  |
| ---- | ------------ | ----------------------- | ------ | ----- |
| 2015 | 네이버TV     | 《아부쟁이 얍!》        | 미숙역 | [ 7 ] |
| 2016 | MBC 드라마넷 | 《취향저격 뷰티플러스》 | 패널   | [ 8 ] |